# 颈斑蛇
颈斑蛇（学名：Plagiopholis blakewayi）为游蛇科颈斑蛇属的爬行动物。分布于缅甸以及中国大陆的贵州、云南等地，主要栖息于低山山麓和山间盆地边缘以及多发现于草坡岩石间及灌丛下。该物种的模式产地在缅甸掸邦。

## 保护
本种于2023年被收录入《有重要生态、科学、社会价值的陆生野生动物名录》。